# Интересни времена
Интересни времена (на английски: Interesting Times) е роман в жанр хумористично фентъзи. Тя е седемнайсетата по ред издадена книга от поредицата на Тери Пратчет Светът на диска. Интересни времена е издадена през 1994 г. и заглавието и идва от известната фраза „Да живееш в интересни времена“.
 Внимание:  Текстът по-долу разкрива сюжета на произведението (или части от него)!
В книгата магьосникът Ринсуинд е прехвърлен посредством магия на Уравновесяващия континент, за да помогне в революцията срещу управлението на Ахатовата империя. По същото време Коен Варваринът провежда мисия за открадването на нещо изключително ценно в Ахатовата империя. В този роман, както и в другите, в които участват и Ринсуинд и Коен Варваринът, техните два образа са контрастни, Ринсуинд, за когото първи принцип в живота е бягството от опасности и Коен, за когото живота е опасност.
Други основни герои в романа са Двуцветко, постоянен жител на империята, Багажът, сандък със стотици крака и магьосниците от Невидимия университет.